# 일대귀족
일대귀족(一代貴族, 영어: life peer)은 영국의 귀족제에서 서훈의 개념으로 수여하는 작위다. 세습귀족과 달리 수여자의 대에서 끝나며 세습되지 않는다. 일대귀족은 항상 남작 작위를 서임받으며, 상원에 의석을 갖는다. 

## 같이 보기
- 중립의원